# Luis Morales Reyes
Luis Morales Reyes (ur. 5 lipca 1936 w Churumuco, zm. 2 lutego 2024 w San Luis Potosí) – meksykański duchowny rzymskokatolicki, w latach 1999–2012 arcybiskup San Luis Potosí.

## Życiorys
Święcenia kapłańskie przyjął 2 grudnia 1962 i został inkardynowany do diecezji Tacámbaro. 8 marca 1976 został prekonizowany biskupem pomocniczym Tacámbaro ze stolicą tytularną Burca. Sakrę biskupią otrzymał 4 maja 1976. 5 czerwca 1979 został mianowany biskupem ordynariuszem Tacámbaro, a 19 lutego 1985 koadiutorem diecezji Torreón. Ingres odbył się 20 kwietnia. 27 czerwca 1990 objął stolicę biskupią Torreón. 20 stycznia 1999 został mianowany arcybiskupem San Luis Potosí, urząd objął uroczyście 18 marca. 3 kwietnia 2012 przeszedł na emeryturę.